# Pau Viciano
Pau Viciano Navarro (Castellón de la Plana, 1963) est un médiéviste et essayiste espagnol d'expression catalane.

## Biographie
Il obtient en 1995 le titre de docteur en histoire médiévale de l'université de Valence avec une thèse intitulée Poder municipal i grup dirigent local al País Valencià. la vila de Castelló de la Plana (1375-1500) (« Pouvoir municipal et groupe dirigeant local au Pays valencien. La ville de Castelló de la Plana (1375-1500) »), université où il est enseignant-chercheur,. Il est spécialisé dans l'étude du monde rural et a publié des travaux traitant de l'historiographie et de Joan Fuster.
Il est auteur de plusieurs essais primés : La temptació de la memòria (prix Joan Fuster d'essai 1995), Des de temps immemorials (prix Llorer de l'Université Jaume I de Castelló, 2003) et  Els peus que calciguen la terra: els llauradors del País Valencià a la fi de l'Edat Mitjana (26 e prix Ferran Soldevila de la Fondation du congrès de culture catalane 2012).
Il est membre du comité de rédaction de la revue L'Espill de l'université de Valence.
Il intervient également régulièrement dans le débat public en tant que chroniqueur dans la presse valencienne, par exemple dans El Temps et Saó.
En 2017, il publie Per què Fuster tenia raó (« Pourquoi Fuster avait raison »), dans lequel il revendique l'héritage de Joan Fuster,. La même année, il organise une conférence intitulée L'assaig fusterià com a crítica de l'academicisme  (« L'Essai fustérien comme critique de l'académisme ») à l'université de Valence, dans le cadre d'un cycle de conférences à l'occasion du 25e anniversaire de la mort de l'auteur,.

## Publications
- (ca) La temptació de la memòria, Valence, Tres i Quatre, 1995
- (ca) « L'edat mitjana en la crònica de Gaspar Escolano », Recerques: història, economia, cultura,‎ 11 janvier 2000 (ISSN 2385-4588, lire en ligne [archive du 26 juillet 2024], consulté le 28 mai 2025)
- (ca) Els cofres del rei. Rendes i gestors de la batllia de Castelló (1366-1500), 2000
- (ca) Sobre la nació de Fuster.: Revisions intel·lectuals i actituds polítiques, Afers, 2202
- (ca) Des de temps immemorials, Tàndem, 2003[2]
- (ca) « Pierre Vilar i el País Valencià: un apunt provisional », L'Espill, no 18,‎ 2004, p. 75–80 (ISSN 0210-587X, lire en ligne, consulté le 28 mai 2025)
- (ca) El regne perdut. Quatre historiadors a la recerca de la identitat valenciana, Afers, 2005 [2]
- (ca) Els peus que calciguen la terra: Els llauradors del País Valencià a la fi de l'edat mitjana, Universitat de València, 2012 (ISBN 978-84-370-9030-6)[9]
- (ca) Senyors, camperols i mercaders, 2007
- (ca) Regir la cosa pública: Prohoms i poder local a la vila de Castelló (segles XIV - XV), Valence, Universitat de València, 2011 (ISBN 978-84-370-8732-0, lire en ligne)
- (ca) Barres i corones: La bandera de la ciutat de València (segles XIV-XIX), Catarroja, Afers, 2008 (ISBN 978-84-95916-99-0)[2]

- (ca) De Llorente a Marx : Estudis sobre l'obra cívica de Joan Fuster, Valence, Publicacions de la Universitat de València, 2012, 271 p. (ISBN 978-84-370-8131-1)[2],[10]
- (ca) Per què Fuster tenia raó, Tres i Quatre, 2017
- (ca) Més enllà de la senyoria. Mercat i impostos a la Plana de Castelló (segles XIV-XV), 2018
- « Marché du crédit et structuration de l'espace rural: Le Pays Valencien au xve siècle », Histoire & Sociétés Rurales, vol. 21, no 1,‎ 2004, p. 11–38 (ISSN 1254-728X, DOI 10.3917/hsr.021.0011, lire en ligne, consulté le 28 mai 2025)